# Blasco V d'Alagón (1r comte de Sástago)
Blasco V d'Alagón (1r comte de Sástago) (? - 10 de maig del 1529, Saragossa) Noble valencià d'origen aragonès, Majordom del Regne d'Aragó, Camerlenc del Regne d'Aragó, Capità General del Regne de València, 11è Senyor de Sástago i 1r Comte de Sástago, (1511), 10è senyor de Pina de Ebro i Alcubierre.

## Orígens familiars
Fill de Pero I d'Alagón i de Blanca d'Híxar.

## Núpcies i descendents
El 15 d'octubre del 1515 signà capítols matrimonials amb Ana d'Espés i Fabra, filla de Ramón d'Espés i Espés i d'Isabel Fabra. El matrimoni tingué els següents fills:
- Artal d'Alagón (2n comte de Sástago)
- Ramón d'Espés (batejat com a Francesc d'Alagón)
- Johana d'Alagón i Espés
- Beatriu d'Alagón i Espés